# Ludwig von Fabini
Ludwig Hermann von Fabini (Medias, 6. srpnja 1861. – Temišvar, 11. prosinca 1937.) je bio austrougarski general i vojni zapovjednik. Tijekom Prvog svjetskog rata zapovijedao je 8. pješačkom divizijom, te VI. i XVII. korpusom na Istočnom i Talijanskom bojištu.

## Obitelj
Ludwig von Fabini je rođen 6. srpnja 1861. u Mediasu u Transilvaniji. Sin je gimnazijskog profesora, a kasnije pastora Johanna Fabinija (1825-1899) i Josefe Auner (1832-1901), inače kćeri gradonačelnika Mediasa. Brak je sklopio s Lily Fabini s kojom je imao petoro djece i to tri sina Richarda, Ludwiga i Theoodora i dvije kćeri Lili i Eriku.

## Vojna karijera
Srednju evangelističku školu pohađa u rodnom Mediasu, nakon čega školovanje nastavlja pohađajući od 1878. kadetsku vojnu školu u Pragu. U siječnju 1879. počinje služtiti u 36. pješačkoj pukovniji tijekom koje službe u svibnju 1882. dostigao čin poručnika. Od 1887. pohađa Ratnu školu u Beču koju završava 1889. godine. Od studenog 1889. obnaša dužnost načelnika stožera 60. pješačke brigade u Lembergu na kojoj dužnost se nalazi do listopada 1891. kada je raspoređen u stožer 8. pješačke divizije u Innsbruck. U listopadu 1892. premješten je u stožer XIV. korpusa koji se također nalazio u Innsbrucku tijekom koje službe je u svibnju 1893. unaprijeđen u čin satnika. Na predmetnoj dužnosti nalazi se iduće tri godine, do listopada 1895. kada je raspoređen u ministarstvo rata u Beču, njegov peti odjel. Od svibnja 1897. zapovijeda satnijom u 46. pješačkoj pukovniji u Bratislavi i Velikoj Kaniži, nakon čega je u siječnju 1899. imenovan načelnikom stožera 33. pješačke divizije. Te iste godine, u svibnju, promaknut je u čin bojnika. 
U rujnu 1899. imenovan je voditeljem odjela pri Carskoj vojnoj kancelariji koju dužnost obnaša idućih pet godina. U međuvremenu je, u studenom 1902. unaprijeđen u čin potpukovnika. Od listopada 1904. zapovijeda 2. bojnom 14. pješačke pukovnije u Innsbrucku, nakon čega od listopada 1906. obnaša dužnost načelnika stožera V. korpusa sa sjedištem u Bratislavi. Prije toga, u studenom 1905. promaknut je u čin pukovnika. U studenom 1911. unaprijeđen je u čin general bojnika, te imenovan zapovjednikom 11. pješačke brigade koja je imala sjedište stožera u Grazu. Na navedenoj dužnosti nalazi se i na početku Prvog svjetskog rata

## Prvi svjetski rat
Na početku Prvog svjetskog rata 11. pješačka brigada kojom je zapovijedao Fabini nalazila se na Istočnom bojištu u sastavu III. korpusa kojim je zapovijedao Emil Colerus. Zapovijedajući navedenom brigadom sudjeluje u Galicijskoj bitci. Ubrzo međutim, krajem rujna 1914., postaje zapovjednikom 8. pješačke divizije zamijenivši na tom mjestu Johanna Kirchbacha koji je preuzeo zapovjedništvo nad II. korpusom. Navedena divizija nalazila se u sastavu 4. armije u sklopu koje Fabini sudjeluje u prosincu 1914. u Bitci kod Limanowe-Lapanowa, te nakon toga u proljeće i ljeto 1915. u ofenzivi Gorlice-Tarnow. Prije toga, u studenom 1914. promaknut je u čin podmaršala.
U srpnju 1915. 8. pješačka divizija je premještena na Talijansko bojište gdje se najprije nalazi u sastavu III. odsjeka, te potom XX. korpusa kojim je zapovijedao nadvojvoda Karlo. Najprije drži dio bojišta na gornjem toku Soče, da bi u listopadu 1915. bila premještena u Tirol. U svibnju 1916. 8. pješačka divizija pod Fabinijevim zapovjedništvom u sastavu 11. armije sudjeluje u Tirolskoj ofenzivi. Početkom kolovoza 1916. Fabini preuzima zapovjedništvo nad VI. korpusom koji ulazi u sastav ponovno formirane 1. armije čijim je zapovjednikom imenovan Artur Arz von Straussenburg, dotadašnji zapovjednik VI. korpusa kojeg je Fabini zamijenio. S VI. korpusom sudjeluje u Bitci za Transilvaniju u kojoj austrougarska vojska uspijeva zaustaviti rumunjsko napredovanje nakon ulaska Rumunjske u rat na strani Antante.U siječnju 1917. imenovan je zapovjednikom XVII. korpusa zamijenivši na tom mjestu Karla Kriteka. U srpnju te iste godine sa XVII. korpusom sudjeluje u zaustavljanju Kerenskijeve ofenzive. U ožujku 1918. unaprijeđen je u čin generala konjice, dok od svibnja iste godine u sastavu Istočne armije sudjeluje u okupaciji Ukrajine.

## Poslije rata
Nakon završetka rata Fabini je s 1. siječnjem 1919. umirovljen. Nakon umirovljenja živio je u Grazu i Mediasu sve do 1934. kada se preselio u Temišvar. U Temišvaru je i preminuo 11. prosinca 1937. godine u 77. godini života.

## Vanjske poveznice
(njem.) Ludwig von Fabini na stranici Weltkriege.at

(eng.) Ludwig von Fabini na stranici Armedconflicts.com